# Stanley (Durham)
Stanley è un paese di 21 644 abitanti della contea di Durham, in Inghilterra.